# Real Audiencia de Galicia

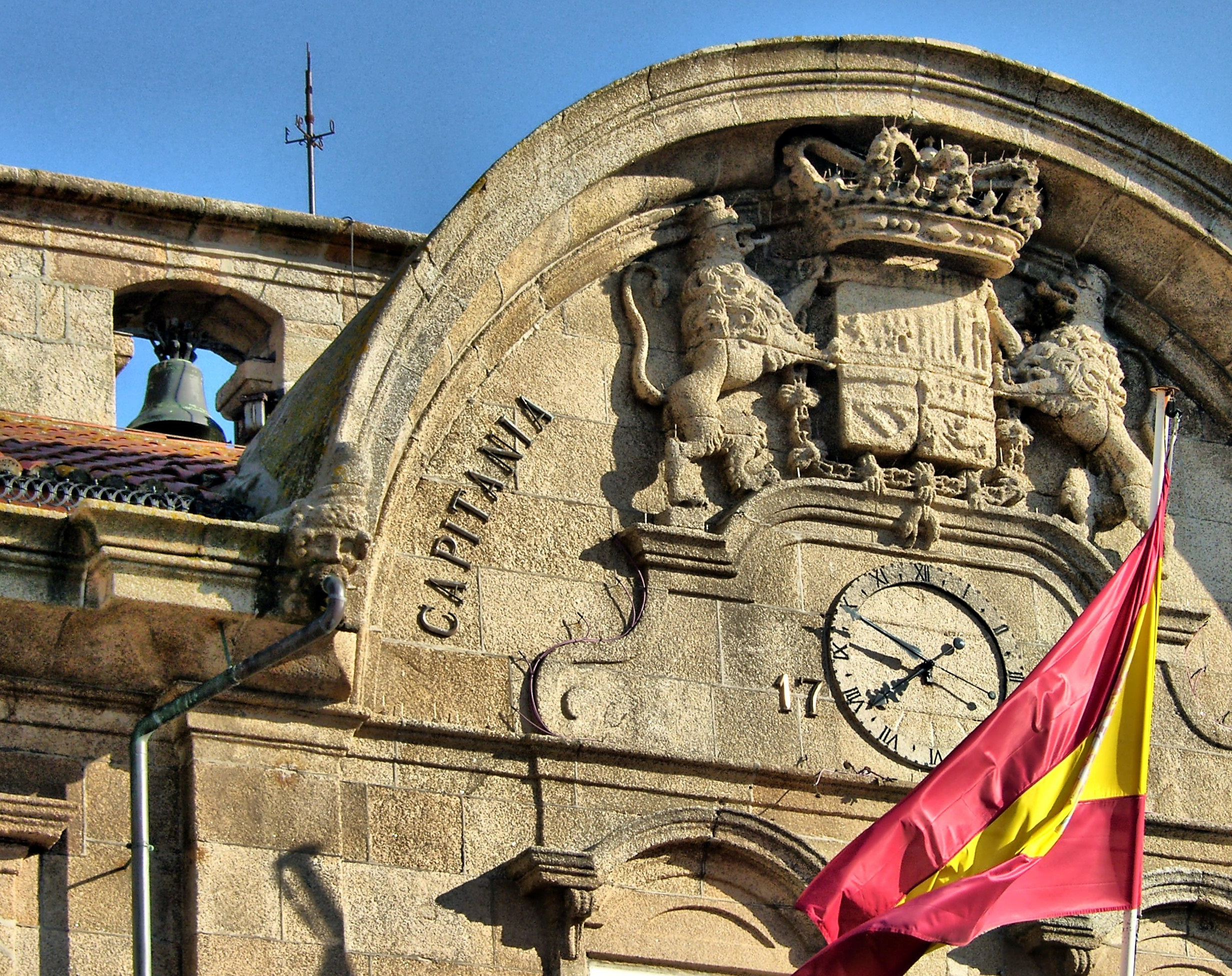
El edificio de la Capitanía Militar de la Coruña fue sede de la Real Audiencia de Galicia.

La Real Audiencia de Galicia fue un tribunal creado el 3 de agosto de 1480 para la restauración de la justicia real y el sometimiento de los señores, en el contexto de la pacificación del Reino de Galicia en tiempos de los Reyes Católicos. En sus orígenes la institución era simultáneamente órgano de gobierno y de justicia siendo el antecedente de los actuales Tribunal Superior de Xustiza de Galicia y Capitanía Militar de La Coruña.

## Historia
Originalmente se establece la Real Audiencia de Galicia con los nombramientos de Don Fernando de Acuña y Don Lope García de Chinchilla. Anteriormente los Reyes Católicos ya habían designado a Don Enrique Enríquez, conde de Alba de Liste como presidente y gobernador de Galicia, concretamente el 8 de noviembre de 1475. Sin embargo la muerte del conde de Alba de Liste el primero de marzo de 1476 en la batalla de Toro detuvo la actividad de la institución que apenas había iniciado su labor.
Durante los primeros años de su existencia la Real Audiencia de Galicia actuaba como un órgano itinerante que se desplazaba a lo largo de la geografía de Galicia. Esta situación cambió a principios del siglo XVI cuando fija su residencia en Santiago de Compostela. Estudios recientes han demostrado que en 1511 la institución ya residía de forma estable en dicha ciudad, concretamente en la ubicación sobre la que hoy se encuentra la Capilla General de Ánimas.
La sede de la Real Audiencia de Galicia se mantuvo en Santiago de Compostela hasta 1563. Su traslado a La Coruña se ordenó mediante Real Cédula emitida el 14 de agosto y forma parte de las decisiones adoptadas por la Corona para fortalecer la ciudad costera como baluarte militar en la costa atlántica, así como para evitar conflictos con el poder Arzobispal asentado en Santiago.
A pesar de que el traslado se acordó en 1563, diversos motivos contribuyeron a retrasarlo. Por una parte por causa de la peste asoló la ciudad de La Coruña en 1580. Por otra parte por la resistencia de algunos cargos de la Audiencia que se habían acostumbrado a las comodidades de Compostela, una ciudad que entonces se encontraba más desarrollada y ofrecía más comodidades que La Coruña.
A partir de 1578-1580 la Audiencia del Reino de Galicia se instaló definitivamente en La Coruña. La ciudad costera ha sido su lugar de residencia con la única interrupción del período comprendido entre los años 1825 y 1832 en que por azares de la política la institución volvería a Santiago. Diversos autores han apuntado la importancia que el establecimiento de esta institución en La Coruña tendría para su desarrollo.
La documentación generada por la Real Audiencia del Reino de Galicia constituye en la actualidad el fondo fundamental del Archivo del Reino de Galicia.